# Palais Zahraoui
Le palais Zahraoui (en arabe : قصر الزهراوي / Qaṣr az-Zahrāwī) est un palais situé à Homs, en Syrie. Il abrite aujourd'hui le musée des arts et traditions populaires de Homs.

## Galerie

Musée des arts et traditions populares
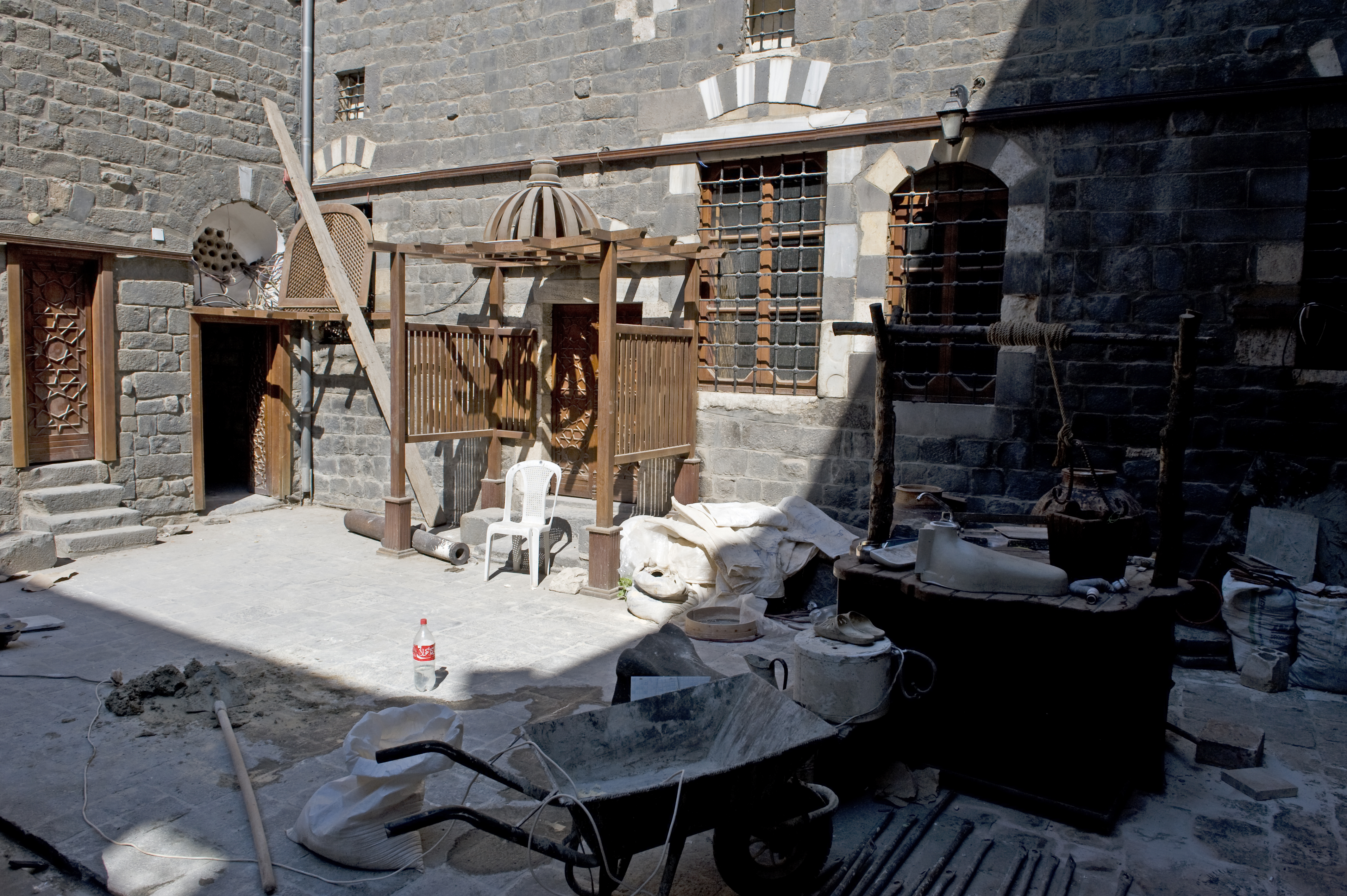
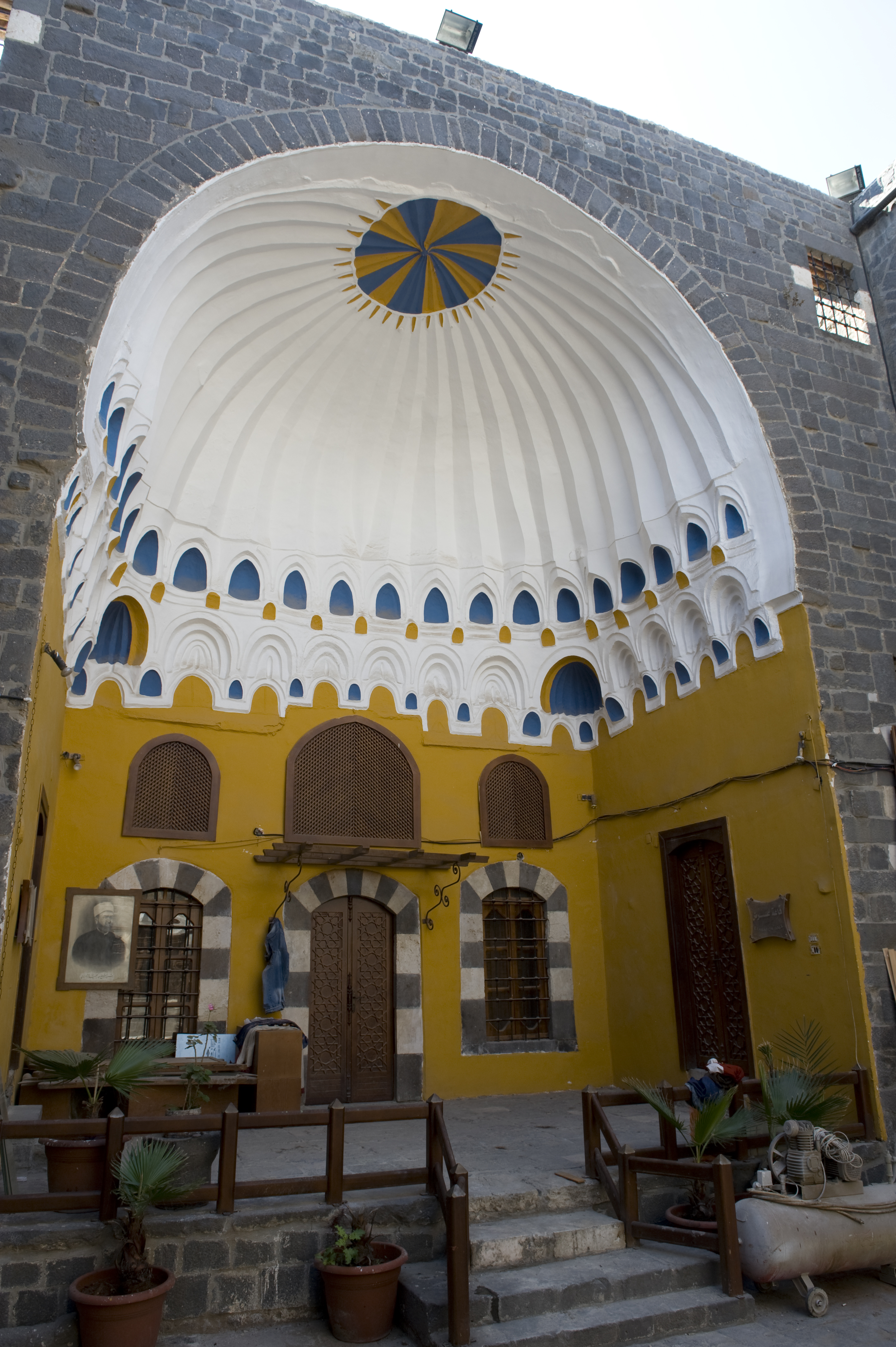
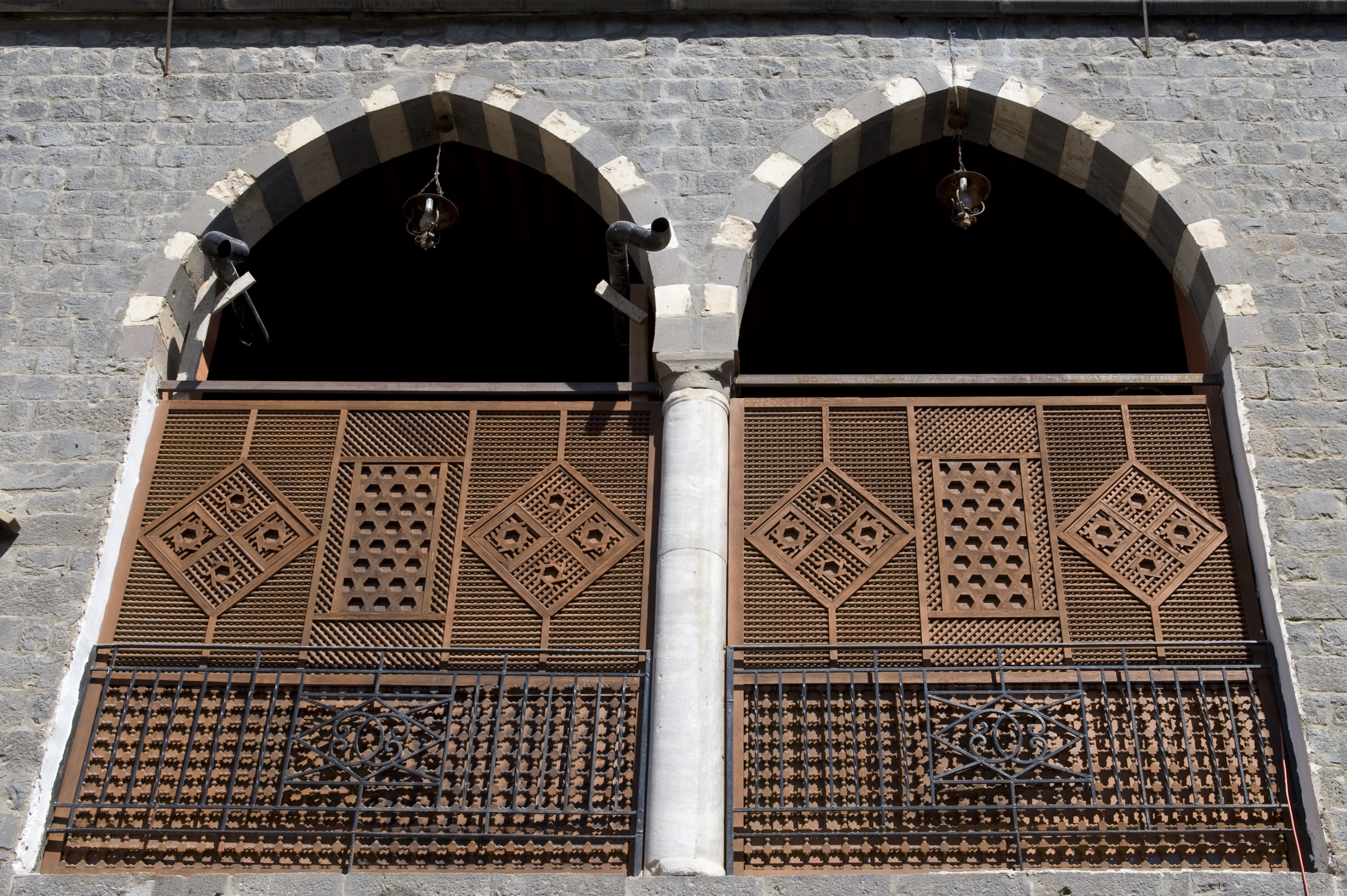